# Основно училище „Найден Геров“ (Бургас)
През 1926 г. жителите на махалата Кара Баир построяват една стая в двора на дядо Яни, която служи за училище. На 18 октомври същата година са записани първите 35 ученика от I до IV отделение. От 1929 г. с министерско постановление училището се именува „Отец Паисий“. През 1945 г. става прогимназия. От 28 декември 1976 г. училището се преименува в НОУ „Гани Ганев“, а от февруари 1991 г. – Основно училище „Найден Геров“.
В училището днес се обучават около 700 ученици от подготвителен до 7 клас, разпределени в 30 паралелки и две полуинтернатни групи.